# Xenorhina fuscigula
Xenorhina fuscigula är en groddjursart som först beskrevs av Blum och Menzies 1989.  Xenorhina fuscigula ingår i släktet Xenorhina och familjen Microhylidae. IUCN kategoriserar arten globalt som livskraftig. Inga underarter finns listade i Catalogue of Life.

## Bildgalleri